# Sabrina Fanchini
Sabrina Fanchini (Lovere, 17 agosto 1988) è un'ex sciatrice alpina italiana.
È sorella di Elena e Nadia, a loro volta sciatrici alpine di alto livello.

## Biografia
Originaria di Montecampione di Artogne e attiva in gare FIS dal dicembre del 2003, ha debuttato in Coppa Europa il 2 febbraio 2005 a Sarentino in discesa libera (58ª) e in Coppa del Mondo il 21 dicembre 2010 nello slalom speciale di Courchevel, ottenendo subito i primi punti grazie al 28º posto. In carriera ha ottenuto un solo risultato fra le prime dieci in Coppa del Mondo, avendo chiuso all'8º posto lo slalom gigante di Lienz del 28 dicembre 2011. Il 14 marzo 2014 ha colto a Soldeu nella medesima specialità il suo unico podio in Coppa Europa (3ª).
Come le sorelle ha subito diverse lesioni alle ginocchia; si è ritirata al termine della stagione 2015-2016; la sua ultima gara in Coppa del Mondo è stato lo slalom speciale disputato a Åre il 14 marzo 2015, che non ha concluso, mentre la sua ultima gara in carriera è stato lo slalom speciale dei Campionati italiani 2016 svoltosi il 29 marzo a Monte Pora, non completato dalla Fanchini. In carriera non ha preso parte né a rassegne olimpiche né iridate.

## Palmarès

### Coppa del Mondo
- Miglior piazzamento in classifica generale: 84ª nel 2012

### Coppa Europa
- Miglior piazzamento in classifica generale: 22ª nel 2012
- 1 podio:
  - 1 terzo posto

### South American Cup
- Miglior piazzamento in classifica generale: 4ª nel 2010
- Vincitrice della classifica di combinata nel 2010
- 3 podi:
  - 1 vittoria
  - 2 secondi posti

#### South American Cup - vittorie
| Data              | Località | Paese | Specialità |
| ----------------- | -------- | ----- | ---------- |
| 11 settembre 2009 | La Parva | Cile  | SC         |

Legenda:

SC = supercombinata

### Campionati italiani
- 2 medaglie[3][4]:
  - 1 argento (combinata nel 2010)
  - 1 bronzo (supercombinata nel 2011)